# آموس إل. ألين
آموس إل. ألين (بالإنجليزية: Amos L. Allen)‏ هو سياسي أمريكي، ولد في 17 مارس 1837 في الولايات المتحدة، وتوفي في 20 فبراير 1911 في واشنطن العاصمة في الولايات المتحدة بسبب ذات الرئة. حزبياً، نشط في الحزب الجمهوري. وقد انتخب عضو مجلس نواب مين وانتخب عضو مجلس النواب الأمريكي.